# Naheed Farid
Naheed Farid é uma política afegã. Ela era o membro mais jovem do parlamento afegão. Temendo pela sua vida, ela fugiu do Afeganistão depois de o governo afegão ter caído e os Talilã terem assumido o controlo.